# Rebecca Ramanich
Rebecca Ramanich, née le 9 novembre 1983, est une judokate française.

## Biographie
Aux Championnats d'Europe par équipes de judo, elle est médaillée d'or en 2003 et médaillée d'argent en 2006.